# Mo Jiadie
Mo Jiadie (in cinese mandarino: 莫家蝶T, Mò JiādiéP; Zhaoqing, 6 gennaio 2000) è un'ostacolista e velocista cinese, quattro volta campionessa nazionale assoluta dei 400 metri ostacoli.

## Biografia
Nel 2017, alla sua prima esperienza con la maglia della nazionale cinese, conquista la medaglia d'oro nei 400 metri piani ai campionati asiatici under 18 di Bangkok. Lo stesso anno si classifica settima nei 400 metri ostacoli ai campionati mondiali under 18 di Nairobi
Nel 2018 prende parte ai campionati mondiali under 20 di Tampere, senza però riuscire a superare le fasi di qualificazione dei 400 metri ostacoli e della staffetta 4×400 metri; ottiene lo stesso risultato anche nei 400 metri ostacoli durante i Giochi asiatici di Giacarta 2018.
Ai campionati asiatici di Doha 2019 si classifica ottava nei 400 metri ostacoli, ma nella medesima disciplina ai campionati mondiali di Eugene 2022 si ferma alle batterie di qualificazione per le semifinali. Nel 2023 conquista la medaglia d'argento nei 400 metri ostacoli ai Giochi asiatici di Hangzhou.
Nel 2024 partecipa ai Giochi olimpici di Parigi, dove riesce a raggiungere la semifinale dei 400 metri ostacoli. L'anno successivo calca la pista dei campionati asiatici di Gumi, dove conquista la medaglia d'oro dei 400 metri ostacoli.

## Record nazionali
- Staffetta 4×400 metri mista: 3'13"39 ( Guangzhou, 11 maggio 2025)

## Progressione

### 400 metri piani
| Stagione | Tempo | Luogo     | Data      | Rank. Mond. |
| -------- | ----- | --------- | --------- | ----------- |
| 2025     | 53"35 | Zhaoqing  | 11-4-2025 |             |
| 2024     | 52"65 | Chongqing | 28-5-2024 |             |
| 2023     | 53"22 | Guangzhou | 13-5-2023 |             |
| 2022     | 53"94 | Waco      | 23-4-2022 |             |
| 2021     | 53"02 | Chongqing | 24-6-2021 |             |
| 2019     | 53"06 | Taiyuan   | 15-8-2019 |             |
| 2018     | 54"79 | Dalian    | 3-8-2018  |             |
| 2017     | 55"19 | Bangkok   | 21-5-2017 |             |
| 2016     | 55"69 | Zhengzhou | 12-5-2016 |             |

### 400 metri piani pista corta
| Stagione | Tempo    | Luogo    | Data      | Rank. Mond. |
| -------- | -------- | -------- | --------- | ----------- |
| 2025     | 53"90(i) | Chengdu  | 10-2-2025 |             |
| 2024     | 53"10(i) | Chengdu  | 28-2-2024 |             |
| 2023     | 56"58(i) | Xi'an    | 11-2-2023 |             |
| 2017     | 56"35(i) | Nanchino | 23-2-2017 |             |
| 2016     | 57"08(i) | Xi'an    | 8-3-2016  |             |

### 400 metri ostacoli
| Stagione | Tempo   | Luogo     | Data      | Rank. Mond. |
| -------- | ------- | --------- | --------- | ----------- |
| 2025     | 55"31   | Gumi      | 31-5-2025 |             |
| 2024     | 54"75   | Parigi    | 5-8-2024  |             |
| 2023     | 55"01   | Hangzhou  | 3-10-2023 |             |
| 2022     | 55"61   | Nashville | 5-6-2022  |             |
| 2021     | 54"89   | Xi'an     | 23-9-2021 |             |
| 2020     | 56"77   | Shaoxing  | 17-9-2020 |             |
| 2019     | 56"70   | Shenyang  | 10-7-2019 |             |
| 2018     | 57"86   | Taiyuan   | 16-9-2018 |             |
| 2017     | 58"66   | Tientsin  | 4-9-2017  |             |
| 2016     | 1'00"24 | Chongqing | 19-6-2016 |             |

## Palmarès
| Anno | Manifestazione               | Sede      | Evento                  | Risultato                | Prestazione | Note             |
| ---- | ---------------------------- | --------- | ----------------------- | ------------------------ | ----------- | ---------------- |
| 2017 | Campionati asiatici under 18 | Bangkok   | 400 m piani             | Oro                      | 55"19       |                  |
| 2017 | Campionati mondiali under 18 | Nairobi   | 400 m ostacoli          | 7ª                       | 1'01"13     |                  |
| 2018 | Campionati mondiali under 20 | Tampere   | 400 m ostacoli          | Batteria                 | 1'00"44     |                  |
| 2018 | Campionati mondiali under 20 | Tampere   | Staffetta 4×400 m       | Batteria                 | 3'42"04     |                  |
| 2018 | Giochi asiatici              | Giacarta  | 400 m ostacoli          | Batteria                 | 1'00"62     |                  |
| 2019 | Campionati asiatici          | Doha      | 400 m ostacoli          | 8ª                       | 59"20       |                  |
| 2022 | Campionati mondiali          | Eugene    | 400 m ostacoli          | Batteria                 | 57"01       |                  |
| 2023 | Giochi asiatici              | Hangzhou  | 400 m ostacoli          | Argento                  | 55"01       |                  |
| 2024 | Giochi olimpici              | Parigi    | 400 m ostacoli          | Semifinale               | 55"63       |                  |
| 2025 | World Athletics Relays       | Guangzhou | Staffetta 4×400 m mista | Batteria di rispescaggio | 3'13"39     | Record nazionale |
| 2025 | Campionati asiatici          | Gumi      | 400 m ostacoli          | Oro                      | 55"31       |                  |

## Campionati nazionali
- 4 volte campionessa cinese assoluta dei 400 metri ostacoli (2019, 2020, 2023, 2024)
- 2 volte campionessa cinese assoluta della staffetta 4×400 m (2023, 2024)
- 2 volte campionessa cinese assoluta della staffetta 4×400 m mista (2023, 2024)
- 1 volta campionessa cinese assoluta della staffetta 4×400 m pista corta indoor (2024)
- 1 volta campionessa cinese under 20 dei 400 metri piani (2019)
- 1 volta campionessa cinese under 20 dei 400 metri ostacoli (2018)
- 1 volta campionessa cinese under 18 dei 400 metri ostacoli (2017)

2017
- Oro ai campionati cinesi under 18, 400 m ostacoli - 59"24

2018
- Oro ai campionati cinesi under 20, 400 m ostacoli - 58"55
- Argento ai campionati cinesi assoluti, 400 m ostacoli - 57"86

2019
- Oro ai campionati cinesi under 20, 400 m piani - 54"77
- In finale ai campionati cinesi under 20, 400 m ostacoli - non arrivata
- Oro ai campionati cinesi assoluti, 400 m ostacoli - 56"70
- In batteria ai campionati cinesi assoluti, staffetta 4×400 m - 3'41"30
- Argento ai campionati cinesi assoluti, staffetta 4×400 m mista - 3'22"54

2020
- Oro ai campionati cinesi assoluti, 400 m ostacoli - 56"77
- Bronzo ai campionati cinesi assoluti, staffetta 4×400 m - 3'43"36
- Argento ai campionati cinesi assoluti, staffetta 4×400 m mista - 3'21"81

2021
- In finale ai campionati cinesi assoluti, 400 m piani - non arrivata
- Argento ai campionati cinesi assoluti, 400 m ostacoli - 58"34

2023
- Oro ai campionati cinesi assoluti, 400 m ostacoli - 55"55
- Oro ai campionati cinesi assoluti, staffetta 4×400 m - 3'36"18
- Oro ai campionati cinesi assoluti di staffette, staffetta 4×400 m mista - 3'20"16

2024
- Oro ai campionati cinesi assoluti indoor, staffetta 4×400 m pista corta - 3'38"66
- Oro ai campionati cinesi assoluti, 400 m ostacoli - 55"28
- Oro ai campionati cinesi assoluti di staffette, staffetta 4×400 m - 3'35"72
- Oro ai campionati cinesi assoluti di staffette, staffetta 4×400 m mista - 3'19"88